# ITS Reisen

Altes Logo

ITS Reisen ist ein deutscher Reiseveranstalter, der als Marke der DER Touristik Gesellschaft mbH zur Rewe Group gehört. Die Touristik trägt mit 2,97 Milliarden Euro zu 5,8 % zum Gruppenumsatz der Rewe Gruppe bei und ist mit einem Marktanteil von 17,89 % Nummer 2 am deutschen Veranstaltermarkt. Seit 2013 firmieren die Pauschalveranstalter der Rewe unter der DER Touristik Group. 

## Geschichte

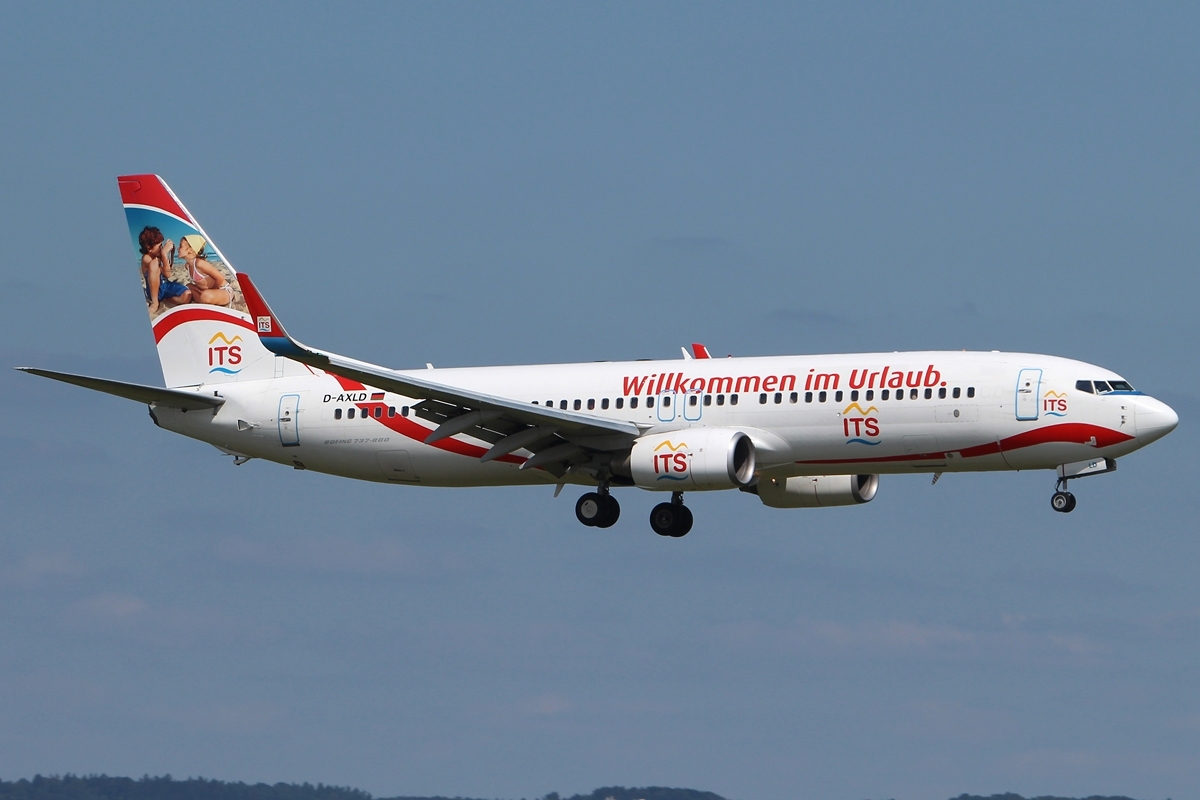
Boeing 737 der XL Airways Germany in Lackierung von ITS

Der International Touristik Service (ITS) wurde am 23. November 1970 als Reiseveranstalter der Kaufhof AG in Köln gegründet, er wurde im Jahr 1995 von der Rewe Group übernommen und wird heute im Rahmen der Rewe Pauschaltouristik verwaltet.
Im Jahr 1998 gründete ITS in Österreich den Direkt-Vermarkter ITS Billa Reisen mit Sitz in Wien. 2003 wurde der Reiseveranstalters ITourS mit der Marke ITS in Moskau, Russland, gegründet. Die schweizerische Coop Genossenschaft und Rewe gründeten im Juni 2006 den Reiseveranstalter Coop-ITS-Travel AG mit Sitz in Volketswil. Im selben Jahr wurde der österreichische Teil des Konzerns zusammen mit Jahn Reisen Österreich in die Rewe Austria Touristik GmbH in Wien eingegliedert.